# Shime
Shime (jap. 志免町 Shime-machi) – miasto w Japonii, na wyspie Kiusiu, w prefekturze Fukuoka. Według danych na rok 2020 miejscowość zamieszkiwało 46 377 mieszkańców , a gęstość zaludnienia wyniosła 5336,8 os./km².